# Macromusonia conspersa
Macromusonia conspersa är en bönsyrseart som beskrevs av Henri Saussure 1870. Macromusonia conspersa ingår i släktet Macromusonia och familjen Thespidae. Inga underarter finns listade i Catalogue of Life.